# Yongqiao

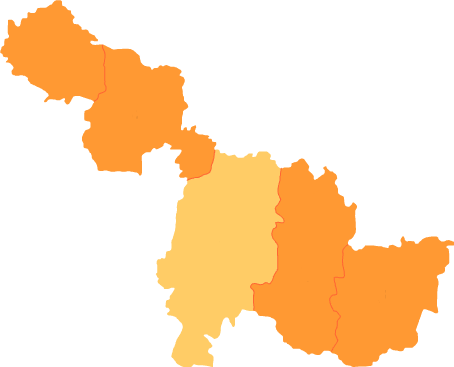
Lage des Stadtbezirks Yongqiao im Gebiet der bezirksfreien Stadt Suzhou

Der Stadtbezirk Yongqiao (chinesisch 埇桥区, Pinyin Yǒngqiáo Qū) ist ein Stadtbezirk im Norden der chinesischen Provinz Anhui. Er gehört zum Verwaltungsgebiet der bezirksfreien Stadt Suzhou (宿州). Der Bezirk hat eine Fläche von 2.906 Quadratkilometern und zählt 1.743.000 Einwohner (Stand: Ende 2018).